# Wilhelm Schickard
Wilhelm Schickard (Herrenberg, 22 de abril de 1592 - Tubinga, 23 de octubre de 1635) fue un matemático alemán, famoso por haber construido la primera calculadora automática en el año 1623.

## Biografía

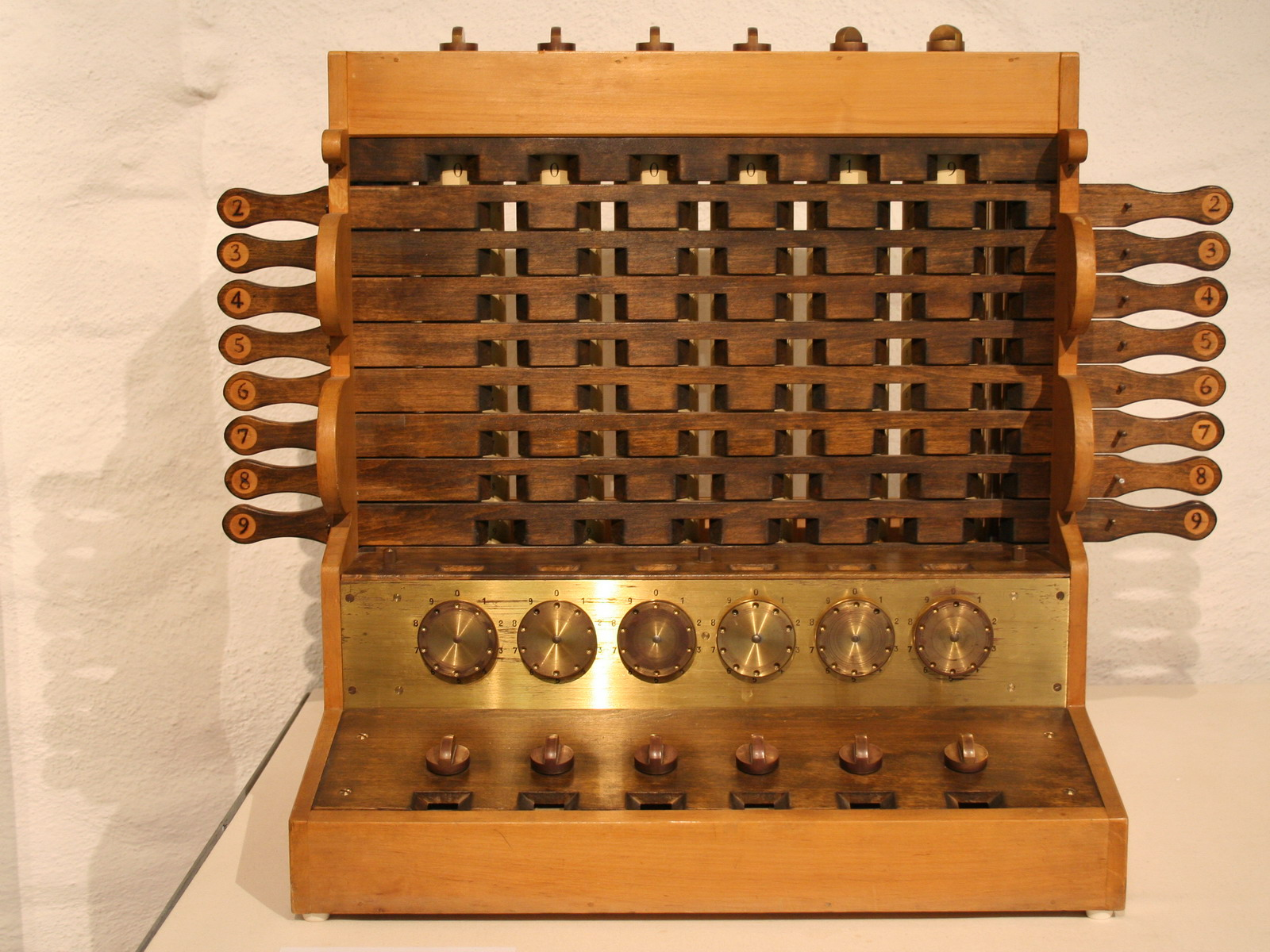
Réplica de la máquina calculadora de Schickard.

Schickard cursó estudios en la Universidad de Tubinga hasta el año 1613 en las áreas de teología y lenguas orientales.
Se sabe que es el primer constructor de una máquina de calcular por una carta escrita a su amigo Kepler en el año 1623 en la que describe un ingenio que denomina "reloj calculante"; la carta iba adjunta con varios bocetos acerca de este proto-calculador. Gracias a la reconstrucción de estos bocetos, hoy en día se puede ver una maqueta en el Museo de la Ciencia de Múnich.
Fue educado en la Universidad de Tubinga, donde obtuvo una licenciatura en matemáticas en 1609 y una maestría en la misma disciplina en 1611. Posteriormente, siguió estudiando teología y lenguas orientales hasta 1613, en que pasó a ser ministro luterano de varios pueblos cercanos a Tubinga. Después de ejercer como ministro luterano por espacio de seis años, en 1619 fue nombrado profesor de hebreo en la Universidad de Tubinga, y doce años después dio un giro radical a su carrera, al ser nombrado profesor de astronomía en la misma universidad. Además de enseñar matemáticas y cartografía, Schickard daba clases de arameo y hebreo, lo que constituía un extraño caso de enorme talento para un gran número de disciplinas de diversa índole, que llegó a ser comparado incluso con el del famoso Leonardo da Vinci.
Sus áreas principales de investigación incluían la astronomía, las matemáticas y la topografía. Además, inventó un buen número de máquinas para diversos fines, entre las que se cuenta una para calcular fechas astronómicas y otra para ayudar a aprender la gramática del hebreo. También realizó contribuciones importantes a la cartografía, desarrollando técnicas que permitieron la realización de mapas mucho más precisos que los existentes en su época. Como matemático, desarrolló métodos que siguieron en uso hasta el siglo XIX. Asimismo, era un buen pintor, un buen tallador y un mecánico aceptable.
Schickard conoció a Johannes Kepler debido a sus intereses comunes y a sus contactos mutuos con la Universidad de Tubinga (Kepler era originario del mismo lugar que Schickard). Los dos científicos establecieron una correspondencia más o menos constante y hacia 1617 ya se encontraban discutiendo el trabajo de John Napier con los logaritmos, así como su dispositivo denominado "huesos de Napier", que puede considerarse como una de las primeras tablas de multiplicar de la historia. Al parecer, esto último motivó a Schickard a diseñar una máquina para efectuar cálculos.
En una carta fechada el 20 de septiembre de 1623, Schickard le indica a Kepler que había construido una máquina para calcular, a la que denomina "Reloj de cálculo" o "Reloj calculante", y que se basaba en los "huesos de Napier" y en un mecanismo de sumas parciales. Este dispositivo podía efectuar las cuatro operaciones aritméticas fundamentales con acarreos manejando números de hasta seis dígitos cada uno.
Este artefacto se basaba en el movimiento de seis ruedas dentadas que se engranaban a una rueda "mutilada", la cual permitía, por cada vuelta completa, que la rueda a su derecha diera un décimo de una vuelta. El dispositivo contaba con una campana que se activaba cuando se producían errores de desbordamiento (es decir, cuando el resultado era un número de más de seis dígitos).
Schickard murió el 23 de octubre de 1635, en Tubinga, a parecer víctima de las grandes plagas que azotaron a Europa en aquella época. El destino de la máquina que tenía en su poder se ignora, y se ha llegado a especular que, de no haber sido destruida (posiblemente por alguno de sus propios descendientes), podría estar acumulando polvo en el ático de alguna construcción antigua o simplemente destruida por el paso del tiempo.

## Dibujos de un reloj calculador

### Historia
En los años 1623 y 1624, Schickard informó a Kepler a través de unas cartas del invento que diseñó y construyó, al que él se refería como un "instrumento aritmético", pero que después fue descrito como un reloj calculador. La máquina fue diseñada para calcular operaciones de las cuatro ramas de la aritmética: la suma, la resta, la multiplicación y la división. Según Schickard, también ayudaría a calcular tablas astronómicas en los laboratorios. Además, la máquina podía sumar o restas números de seis cifras, utilizando una campana para indicar una sobrecarga de capacidad. Esta máquina, en sus inicios, tenía la función de ayudar a sumar o multiplicar dos números de más de una cifra. A tal fin, Schickard diseñó un mecanismo que contaba con un ábaco neperiano giratorio. Incluso incorporaba una memoria adicional para registrar operaciones de nivel medio. Schickard, a raíz de que veía que su máquina funcionaba, le pidió a un constructor de relojes, Johann Pfister, que le construyera una máquina definitiva. Desgraciadamente, fue destruida en un incendio cuando aún no era terminada. Poco después de eso, Schickard abandonó su proyecto. En 1635, murió junto a toda su familia, víctimas de la peste bubónica, durante la Guerra de los Treinta Años.
Por eso, Kepler utilizó otro invento de Napier para formular sus cálculos: las tablas de logaritmos. Por esa razón, Kepler dedicó su libro Ephemeris a John Napier.

### Las notas supervivientes
Bruno von Freytag-Löringhoff, un profesor de matemáticas de la Universidad de Tübingen, construyó la primera réplica de la máquina de Schickard en 1960, pero construyó la réplica, tuvo que mejorar el diseño del mecanismo para que funcionara:
"Este diseño aparentemente simple presenta una serie de problemas para el que quiera construir una calculadora basándose en él. El mayor problema es consecuencia de que un solo diente debe encajar con los dientes de la rueda intermedia, girarla 36 grados y después salir, a la vez que gira 36 grados sobre su eje.La solución más fácil para este problema es quitar la rueda intermedia y añadir dos engranajes, uno con los dientes largos y otro con los dientes cortos, y una distensión de resorte, que permitiría a los engranajes pararse en lugares específicos. No se sabe si Schickard usó ese mecanismo, pero en las réplicas del doctor Freytag-Löringhoff funciona perfectamente." - Michael R Williams, History of Computing Technolgy, IEEE (1997)
Sin embargo, esto no nos dice si la máquina de Schickard realmente funcionaba en la época. El papel que jugaba la distensión no se aclara en las cartas que Schickard envió a Kepler, pero, teniendo en cuenta que sólo eran notas y no diseños concretos, no podemos interpretar que estaba engañando a Kepler, ya que había dicho previamente que su máquina funcionaba. Por otro lado, numerosos relojeros corroboraron que el uso de una distensión de captación era necesario en el diseño y, ya que Schickard consultaba a relojeros para diseñar su máquina, es probable que la hubiera incluido antes de darla por terminada.
Tras la construcción de las réplicas, se encontró un problema en el mecanismo: el mecanismo de un solo diente no serviría si la carga debía ser transportada a muchos sitios, como era el caso. Habría tanta fuerza que, tarde o temprano, se acabaría estropeando el mecanismo general.

## Redescubrimiento en elsigloXX
Schickard se hizo famoso en la segunda parte del siglo XX después de que Franz Hammer, biógrafo (junto con Max Caspar) de Johannes Kepler, afirmara que los dibujos de un reloj calculador, veinte años anterior al lanzamiento público de la calculadora de Pascal, había sido descubierto en dos cartas desconocidas escritas por Schickard a Johannes Kepler entre 1623 y 1624.
Max Caspar, uno de los biógrafos de Kepler, había encontrado estas dos cartas de Schickard en 1935. Basándose en estos descubrimientos, el doctor Franz Hammer, en 1957 cuestionó el hecho de que Pascal hubiera inventado la calculadora haciendo públicos los esbozos que se encontraron en las cartas recibidas por Kepler, datadas veinte años antes del invento de Pascal.Hammer afirmó que, Blaise Pascal había sido nombrado y celebrado como el inventor de la calculadora mecánica durante más de trescientos años, por error, debido a que estas cartas habían permanecido perdidas durante todo ese tiempo.
| « | "La invención de Pascal de la máquina de calcular, hace trescientos años, la hizo cuando tenía diecinueve años. Fue espoleado al ver la carga del trabajo aritmético que implicaba al trabajo oficial de su padre como supervisor de los impuestos en Rouen Concibió la idea de hacer el trabajo mecánicamente y desarrolló un diseño adecuado para este propósito, mostrando aquí la misma combinación de ciencia pura y genio mecánico que caracterizó toda su vida, pero algo era concebir y diseñar la máquina y otra utilizarla una y otra vez. Aquí eran necesarios aquellos regalos prácticos que mostró más tarde en sus inventos..." | » |

Dibujo de un triquetrum por Wilhelm Schickard
Después de un examen cuidadoso se comprobó que los dibujos de Schickard habían sido publicados en el siglo XVIII (a partir de 1718), que su máquina no estaba completa y necesitaba ruedas y muelles adicionales y que estaba diseñada en torno a un mecanismo transporte de dientes individuales, que no funcionaba correctamente cuando se utilizaba para calcular los relojes.
La máquina de Schickard fue el primero de varios diseños del siglo XVII; de máquinas para calcular con "entrada directa" (incluyendo los diseños de Blaise Pascal, Tito Burattini, Samuel Morland y René Grillet). La máquina de Schickard fue particularmente notable por la integración de un ingenioso sistema de varillas rotativas de Napier para la multiplicación añadido sobre el diseño primigenio de máquina de sumar. Era accionada por unas manijas giratorias de entrada, con un registro de números rotativos que aparecían en unas ventanas como salida. Taton argumentó que el trabajo de Schickard no tuvo impacto alguno en el desarrollo de las calculadoras mecánicas posteriores. Sin embargo, debería debatirse sobre qué se puede definir como "calculadora mecánica" y los dispositivos derivados posteriores, como los instrumentos de multiplicar y sumar de Moreland cuando se utilizan juntos, la Cístula de Caspar Schott, la "machine aritmética" de René Grillet y el calculador rabdológico de Claude Perrault de finales del siglo XIX, y más tarde, el Bamberger Omega que se desarrolló a principios del siglo XX, seguramente siguió el mismo camino iniciado por Schickard con su innovadora combinación para ayudar a la multiplicación de varillas de Napier y la máquina de sumar primigenia.

### Controversia
Aunque Schickard diseñó su máquina veinte años antes, hoy continúa el debate sobre quién debería ser considerado el inventor de la calculadora, si Schickard o Pascal. Por un lado, los esbozos de Schickard suponen la primera descripción de una calculadora, pero el mecanismo de transporte de este diseño no es del todo aclarado y, por lo que podemos extraer de las notas, si una carga debía ser transportada a muchos puestos, el mecanismo se rompería. Por otro lado, tenemos ejemplos de la época de la calculadora de Pascal que funcionan perfectamente, pero, cómo no, fue construida veinte años después del alemán.
Este debate se trata de forma más pausada en el artículo Schickard versus Pascal: An Empty Debate. De ahí podemos extraer que ambas máquinas eran radicalmente distintas, ya que la de Pascal fue diseñada inicialmente sólo para sumar y restar. La máquina de Schickard podía estropearse si la carga debía ir a muchos marcadores, pero podía restarse sólo revirtiendo el movimiento de estos marcadores, algo que la Pascalina no podía hacer. Además, la máquina diseñada por Schickard avisaba con un sonido cuando un producto era demasiado grande por los marcadores disponibles. Esto no ocurría en la Pascalina,
Sin embargo, en contraposición a las intenciones de Pascal –que quería construir la máquina por su padre, y más tarde, la comercializó–, la máquina de Schickard tenía el objetivo de ayudar en la multiplicación y la división. Los experimentos que se han hecho construyendo réplicas modernas de ambas máquinas dicen que existen varios aspectos del diseño que, en la práctica, podían entorpecer el mecanismo de tanto la Pascalina como la máquina de Schickard. Las réplicas modernas de Pascalina muestran que, con unos retoques, puede funcionar perfectamente para sumar. La máquina de Schickard, por otra parte, podía hacer cargas a demasiados marcadores a la vez, pero, cuando ocurría, no podía continuar si no estaba con la ayuda del operador. En conclusión, ninguno de los dos diseños fue un éxito total, ya que no podían utilizarse sin que dieran ningún problema.

## Eponimia
- El cráter lunar Schickard lleva este nombre en su memoria.[14]